# Xx
xx är den brittiska indiepopgruppen The xx debutalbum, utgivet genom Young Turks Records 17 augusti 2009.
Albumet vann Mercury Music Prize 2010.

## Låtlista
1. "Intro" – 2:07
2. "VCR" – 2:57
3. "Crystalised" – 3:21
4. "Islands" – 2:40
5. "Heart Skipped a Beat" – 4:02
6. "Fantasy" – 2:38
7. "Shelter" – 4:30
8. "Basic Space" – 3:08
9. "Infinity" – 5:13
10. "Night Time" – 3:36
11. "Stars" – 4:22

- Bonusskiva

1. "Teardrops" (Womack & Womack cover) - 3:54
2. "Do You Mind" (Kyla cover) - 3:42
3. "Hot Like Fire" (Aaliyah cover) - 3:40
4. "Blood Red Moon" (Sandra D cover) - 2:19
5. "Insects" - 2:33

## Kuriosa
Singeln "Islands" har gjorts i en coverversion av Shakira.

## Priser och utmärkelser
- Mercury Music Prize 2010